# Лусија Капачионе
Лусија Капачионе (раније Лусија Пирс; 3. новембар 1937 – 28. новембар 2022) била је италијанско-америчка психологиња, арт терапеуткиња, уметница, графичка дизајнерка и ауторка која је била бестселер двадесет две књиге засноване на дечјој терапији и самопомоћи, укључујући „Креативни дневник“ (1979) и „Опоравак вашег унутрашњег детета“ (1991). Открила је употребу методе „писања и цртања недоминантном руком“ у арт терапији, коју је први пут поменула у свом делу „Моћ ваше друге руке“ (1988).

## Рани живот
Др Капачионе је рођена у Лос Анђелесу у римокатоличкој италијанској имиграционој породици 3. новембра 1937. године, у Западном Холивуду, Калифорнија, Сједињене Америчке Државе. Њен отац, баба и деда су пореклом из Сан Фердинанда ди Пуље, Апулија, Италија, и преселили су се у округ Лос Анђелеса негде између 1908. и 1920. године. Похађала је римокатоличке манастирске школе као што су граматичка школа Светог Павла и Академија Свете Марије.  Године 1950. са 13 година, почела је да похађа часове суботом у Уметничком институту Отис у вили Харисон Греј Отис у Лос Анђелесу. Дипломирала је у средњој школи Безгрешно срце 1955. године, са другарицом из разреда Мери Тајлер Мур. Удала се за Питера Џона Пирса 1960. године и са њим је имала две ћерке, Алету Пирс и Селију Пирс.

## Образовање
Након што је завршила средњу школу „Immaculate Heart“ 1955. године, стекла је диплому ликовних уметности и енглеске књижевности на сада угашеном колеџу „Immaculate Heart“ у Лос Анђелесу, где је дипломирала 1959. године. Даље је стекла мастер из психологије и арт терапије на колеџу „Godard“ у Плејнфилду, где је дипломирала 1975. године. Докторирала је психологију на Универзитету „Summit“ у Луизијани у Њу Орлеансу.

## Каријера
Године 1973. Луција се мистериозно разболела и лекари су јој неколико пута поставили погрешну дијагнозу. Као резултат тога, патила је од нежељених ефеката погрешних лекова. Затим је почела да изражава своје емоције и мисли у  блоковима за цртање и видела како се претварају у дневнике. Поменула је ову нову самооткривену методу исцељења унутрашњег детета у многим својим делима, као што је „Креативни дневник“ (1979). Године 1976. открила је употребу методе „писања и цртања недоминантном руком“, коју је први пут поменула у свом делу „Моћ твоје друге руке“ (1988), а такође и методу поновног родитељства коју је документовала у својој књизи „Опоравак твог унутрашњег детета“ (1991). Била је консултант у Волт Дизнијева маштарија десет година, од 1983. до 1993. године, где је радила са дизајнерима и градитељима на разним Дизнијевим тематским парковима и продавницама.

## Публикације
- Креативни дневник: Уметност проналажења себе, 1979
- Моћ друге руке: Курс каналисања унутрашње мудрости десне хемисфере мозга, 1988
- Креативни дневник за децу: Водич за родитеље, наставнике и саветнике, 1989
- Слика здравља: Исцељење вашег живота кроз уметност, 1990
- Опоравак вашег унутрашњег детета: Веома хваљена метода за ослобађање вашег унутрашњег ја, 1991
- Креативни дневник за тинејџере: Стварање пријатељстава са собом, 1992
- Стварање радосног искуства порођаја (са Сандром Бардсли), 1994
- Примена вашег талента у пракси: Идентификација, неговање и маркетинг ваших природних талената, 1996
- Креативни дневник за родитеље: Водич за откључавање вашег природног родитељства Мудрост, 2000

и друге.